# Авіапарк (ТРЦ)
«Авіапарк» (рос. Авиапарк) — торгово-розважальний центр, розташований в Москві на Ходинському полі. Загальна площа становить 390 000 м², торгова площа — 230 000 м ², що робить його другим найбільшим ТРЦ в Європі за загальною площею.

## Загальна інформація

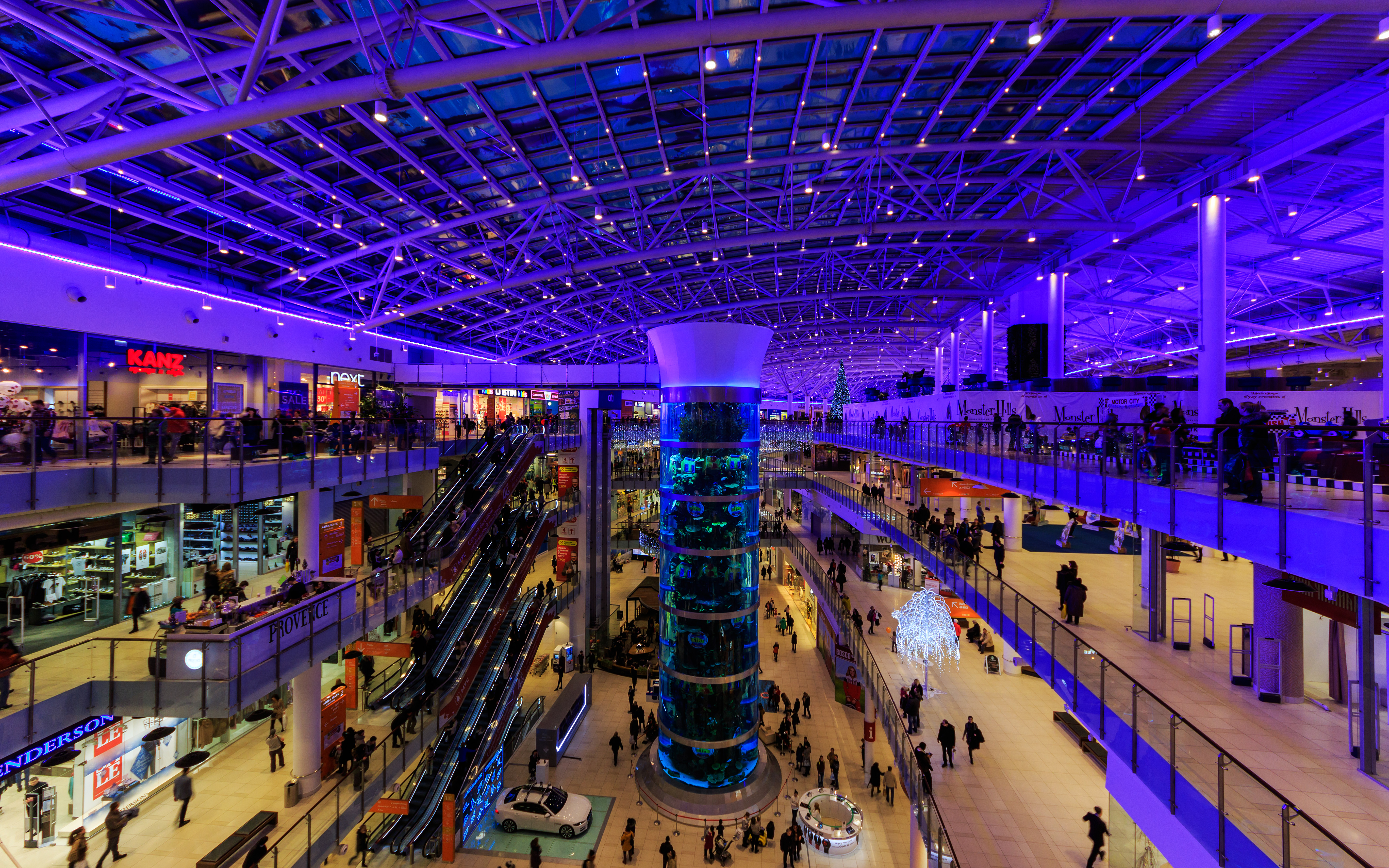
Інтер'єр, вид на акваріум

Інвестиції в «Авіапарк» склали понад 1 млрд $. Основні акціонери — Михайло Зайц і Ігор Ротенберг. Девелопер проекту — компанія «AMMA Development», яку заснували в 2007 році інвестор Михайло Зайц і топ-менеджери «IKEA / MEGA Property Russia», які брали участь у створенні мережі торгових центрів «Мега». Генеральний підрядник з будівництва — «Renaissance Construction».
Торговий комплекс знаходиться на території Ходинському поля, на місці колишнього Центрального аеродрому імені М. В. Фрунзе і першого московського аеропорту. Перший камінь майбутнього торгового комплексу було закладено 8 листопада 2012 року. Введено в експлуатацію 28 листопада 2014 (хоча більшість магазинів почали свою роботу тільки в понеділок 1 грудня).
Торговий комплекс налічує понад 500 магазинів; якірні орендарі: Auchan, OBI, Hoff, Media Markt, Debenhams, «М. Відео» і кінотеатр «Каро» на 17 залів — другий за величиною в Росії. У центральному атріумі розташований акваріум висотою в чотири поверхи з тропічними рибами. У 2015 році відкрито перший в Росії дитячий тематичний парк глобальної мережі KidZania.
У ТРЦ «Авіапарк» розташовується другий за висотою циліндричний акваріум в світі. Акваріум 23 метра у висоту і 6 метрів в діаметрі вміщує 370 000 літрів морської води і в ньому плавають близько 3 500 риб.